# Bet Shearim
Bet Shearim of Bet Sjeariem (Hebreeuws: בית שערים, betekenis: huis van de poorten) is een archeologische vindplaats in de vlakte van Jizreël in Galilea in Israël. In de 2e eeuw n.Chr. werd hier een stad met een necropolis aangelegd. Bet Shearim is gelegen aan de voet van het Karmelgebergte, zo'n 20 kilometer ten oosten van Haifa.
De stad kende een bloeitijd nadat in 135 n.Chr. het Sanhedrin uit Jeruzalem werd verjaagd en zich in Bet Shearim vestigde, samen met veel Joodse rechtsgeleerden, waaronder rabbi Jehoeda Hanassi die de Misjna samenstelde. Hanassi werd ook in de necropolis van Bet Shearim begraven.
Van de stad zelf is nog weinig opgegraven maar wel is de necropolis grotendeels blootgelegd. Er zijn 31 spelonken ontdekt die sarcofagen bevatten. Beit Shearim en de necropolis zijn tot nationaal park verklaard. Er is een museum. Het nationaal park werd tijdens de 39e sessie van de Commissie voor het Werelderfgoed in 2015 erkend als cultureel werelderfgoed en onder de naam van "Necropolis van Beth She’arim" toegevoegd aan de UNESCO werelderfgoedlijst, als monument voor de joodse heropleving.

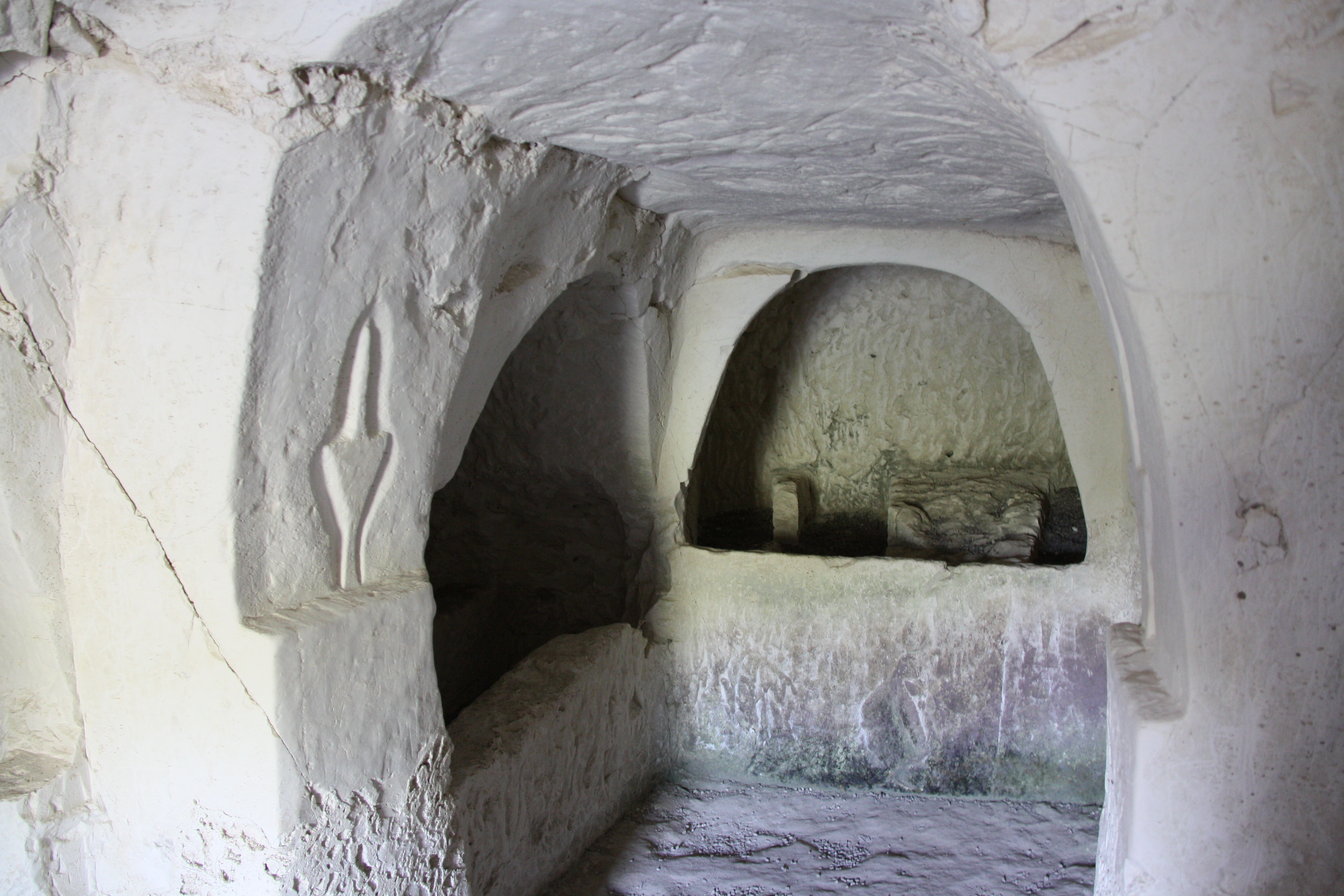
Uitgehouwen ruimtes voor bijzettingen

- Gemeinsame Normdatei: 4069363-6
- Nationale Bibliotheek van Israël: 987007468288105171

Bijbelse nederzettingen Beër Sjeva, Hazor en  Megiddo · Heilige plaatsen van het bahá'í-geloof in Haifa en West-Galilea · Massada · Oude stad Acre (Akko) · Oude ommuurde centrum van Jeruzalem en zijn buitenwijken · Wierookroute - Woestijnsteden in de Negev · Witte stad van Tel Aviv · Grotten van Maresha en Bet Guvrin in het Judese laagland as een microkosmos van het Land van de Grotten · Necropolis van Beth She’arim, een monument van Joodse heropleving